# الساندرو سیانو
الساندرو سیانو (انگلیسی: Alessandro Siano؛ زادهٔ ۲۸ آوریل ۲۰۰۱) بازیکن فوتبال است.